# Noevir Stadium Kobe
O Noevir Stadium Kobe (神戸ウイングスタジアム) é um estádio localizado na cidade de Kobe, no Japão.
Inaugurado em Outubro de 2001, tem capacidade para 42.000 torcedores e é a casa do time de futebol Vissel Kobe, que disputa a J-League.
Recebeu três partidas da Copa do Mundo de 2002.

## Jogos da Copa do Mundo de 2002
- 5 de Junho: Grupo H -  Rússia 2 - 0  Tunísia
- 7 de Junho: Grupo F -  Suécia 2 - 1  Nigéria
- 17 de Junho: Oitavas de Final -  Brasil 2 - 0  Bélgica

## Links
- Site Oficial em Japonês
- Foto por Satélite - Google Maps